# ゾラン・スラヴィツァ
ゾラン・ヴォディツェ（Zoran Slavica、1967年3月28日 - ）は、クロアチア (旧ユーゴスラビア)・シベニク出身の元サッカー選手、サッカー指導者。ポジションはゴールキーパー。
現役時代は主にクロアチアリーグでプレーし、1992年10月にメキシコ代表との親善試合にてクロアチア代表デビューを果たした。